# Andrea Albani
Eulàlia Espinet Borràs, también conocida como Laly Espinet  o con el seudónimo de Andrea Albani (Barcelona, 13 de octubre de 1960 - Barcelona, 18 de enero de 1994) fue una actriz española. Conoció su mayor éxito con sus dos últimas películas donde utilizó su verdadero nombre, "Laly Espinet", en El pico (1983) y El pico 2 (1984) ambas dirigidas por Eloy de la Iglesia y principales títulos de su carrera y del cine quinqui.

## Biografía
Era originaria del Pueblo Nuevo, en Barcelona, y salió de casa a los quince años. Fue vendedora de ropa interior, jugadora de baloncesto y nadadora antes de estrenarse en el cine.
En un principio comenzó su carrera artística en el denominado "cine S" (cine de destape) en el cual destacó bajo el seudónimo de "Andrea Albani". Hizo su primera aparición en el cine en 1980 en la película Las alumnas de madame Olga, de José Ramón Larraz. Pero fue con la ya clásica La caliente niña Julieta (1981), del director Ignacio Iquino, con la que consiguió la fama. La película fue el mayor éxito de taquilla de ese período. Andrea volvería a trabajar con Iquino en otras tres películas: La desnuda chica del relax (1981), Jóvenes amiguitas buscan placer (1982) y Esas chicas tan pu... (1982). El año siguiente dio comienzo a una serie de cinco películas con otro director, Alfonso Bálcazar, iniciada con  Julieta (o Las lesbianas y la caliente niña Julieta). Después vinieron Las viciosas y la menor, Colegialas lesbianas y el placer de pervertir, La ingenua, la lesbiana y el travesti y El marqués, la menor y el travesti. En esas obras, de fuerte contenido erótico, generalmente interpretaba papeles de lesbiana.
Debido a los prejuicios de la sociedad (ya que su nombre estaba ligado al cine erótico) le costó desarrollar una carrera mejor, dejando las grandes pantallas en 1984 después de actuar en El pico y El pico 2, ambas del género cine quinqui y del dirigidas por Eloy de la Iglesia, dos películas que fueron de los más exitosas de la década de los 80. Este director fue sobre todo quien gracias a sus papeles más hizo visible su gran talento a la hora de interpretar.
Estuvo detenida y recluida en la Cárcel Modelo de Barcelona por tráfico de estupefacientes.
Falleció el día 18 de enero de 1994 a las 13:30 h. en el Hospital del Mar de Barcelona a causa de una meningoencefalitis aguda que le había provocado el virus del VIH que produce la enfermedad del sida.